# The Landlord
The Landlord is een Amerikaanse filmkomedie uit 1970 onder regie van Hal Ashby.

## Verhaal
Elgar is een rijke jongeman zonder levensdoel. Hij koopt een gebouw in Harlem om het zelf op te knappen. Hij bedenkt zich echter, wanneer hij kennismaakt met de huurders.

## Rolverdeling
| Acteur            | Personage         |
| ----------------- | ----------------- |
| Beau Bridges      | Elgar             |
| Lee Grant         | Mevrouw Enders    |
| Diana Sands       | Fanny             |
| Pearl Bailey      | Marge             |
| Walter Brooke     | Mijnheer Enders   |
| Louis Gossett jr. | Copee             |
| Marki Bey         | Lanie             |
| Mel Stewart       | Professor Duboise |
| Susan Anspach     | Susan Enders      |
| Robert Klein      | Peter             |
| Will Mackenzie    | William jr.       |
| Gretchen Walther  | Doris             |
| Douglas Grant     | Walter Gee        |
| Stanley Greene    | Heywood           |
| Oliver Clark      | Mijnheer Farcus   |